# YINGFA

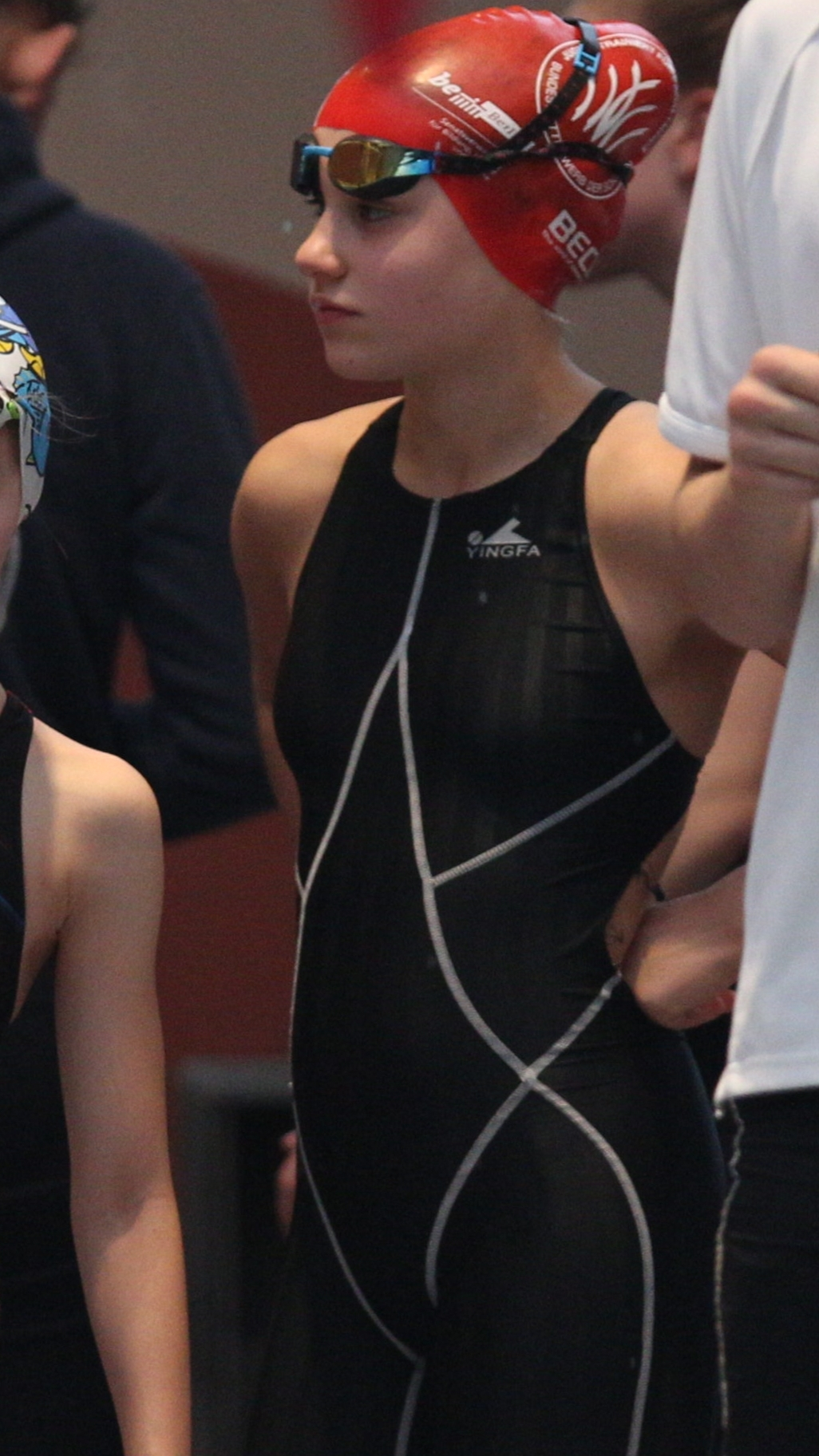
YINGFAの水着

YINGFA（インファー、英発実業（英發實業、英发实业）有限公司）は、中華人民共和国の民間企業。広東省東莞市の衣料品メーカーで、主に水泳用品を扱うブランドとして知られる。

## 概要
1989年設立。創業者は陳錦輝。
水着やスイムキャップ、ゴーグルの製造、販売を手がける。自社製品以外にも中国国内外ブランドのOEM生産を行っている。
国際水泳連盟 (FINA) 承認水着も製造している。FINA承認コードはYI。
YINGFAの製品は中国本土のスポーツ用品店で取り扱われており、水泳大会のスポンサーを務めることもある。

## 製品画像

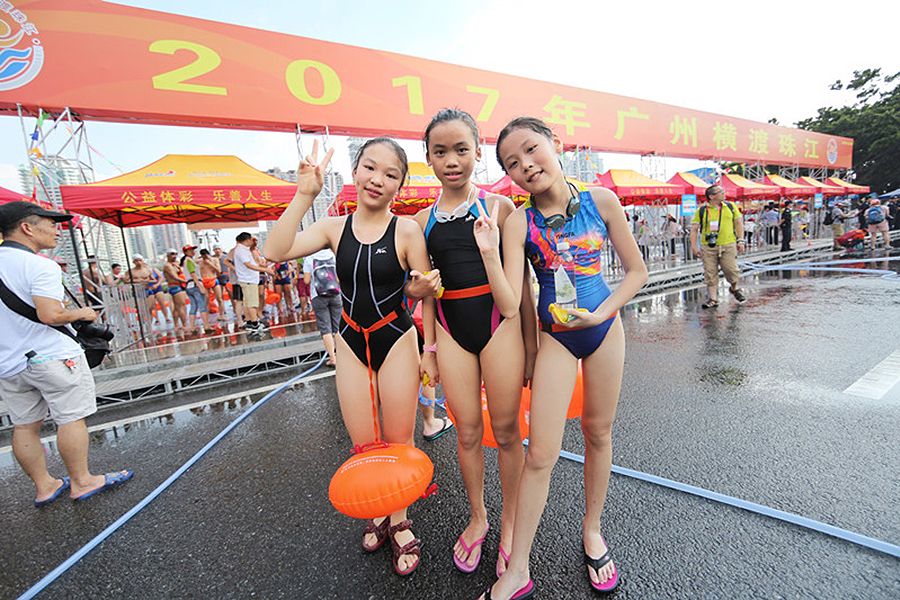
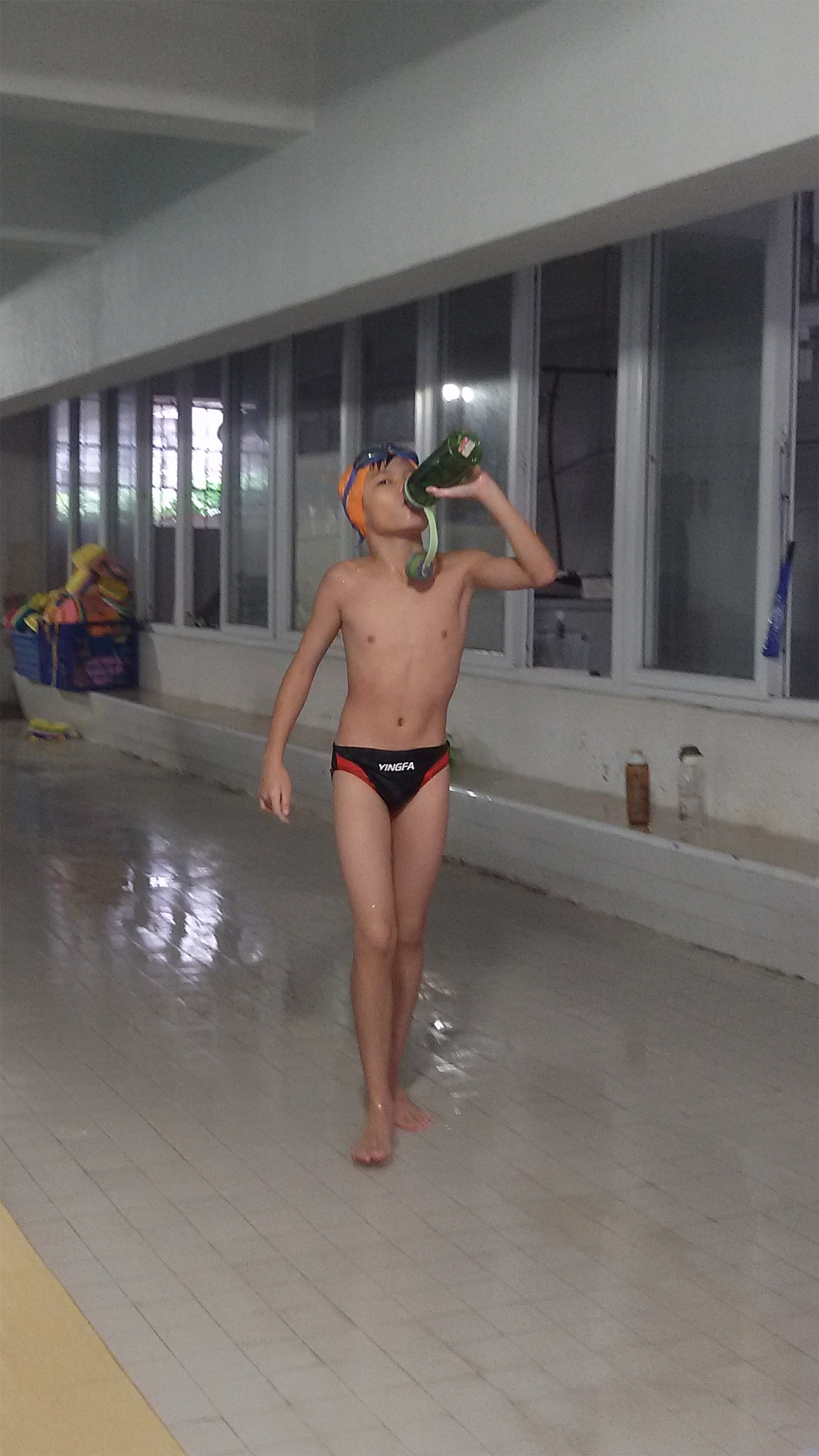
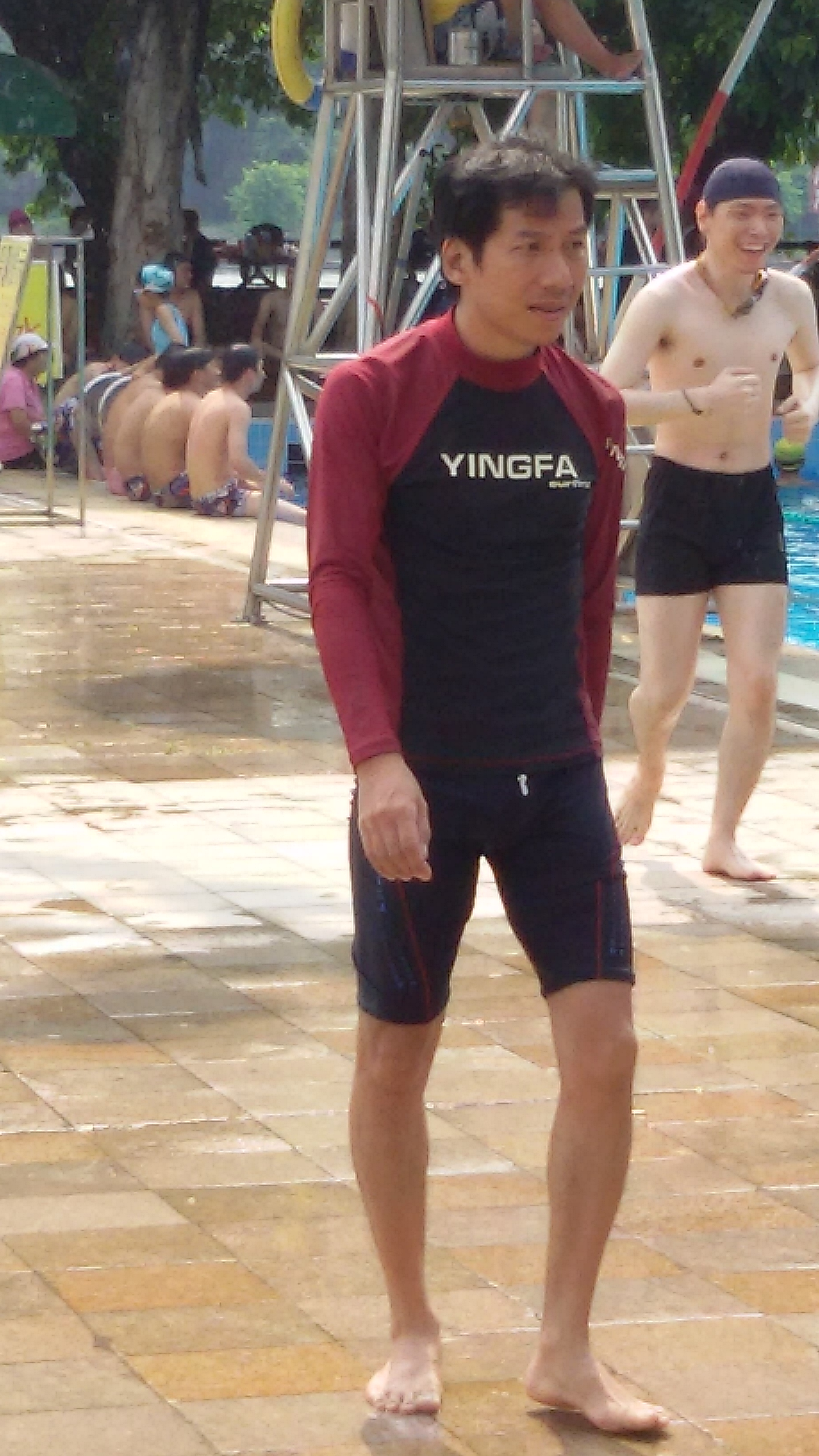
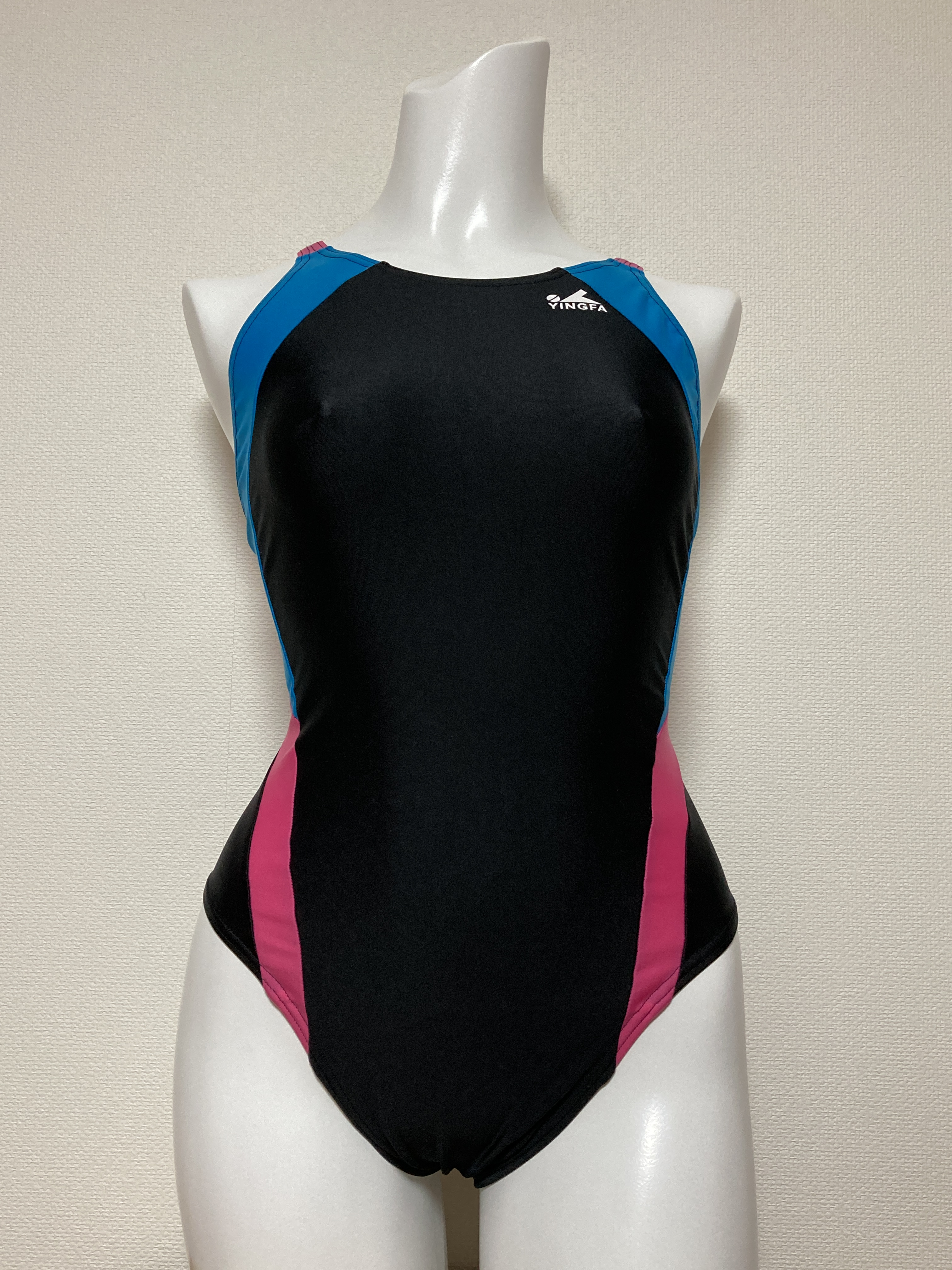